# José de la Gándara
José de la Gándara y Navarro (Zaragoza, 15 oktober 1820 – Biarritz, 1 september 1885), was een Spaans militair en politicus.

## Biografie
Zijn volledige naam en titel waren Don José de la Gándara Y Navarro Castanedo Y Perez de Irujo. Hij was de zoon van kolonel Don José de la Gándara Y Castanedo en Manuela Severina Navarro Y Perez de Irujo en trouwde op 18 november 1845 met Agustina Melé Cortina y Limona y Sánchez de Carmona.
Hij heeft vele militaire en politieke functies bekleed zoals: gouverneur van Santiago de Cuba, de laatste Spaanse kapitein-generaal van Santo Domingo in de Dominicaanse Republiek tijdens de periode van de Spaanse annexatie en van 1866 tot 1869 was hij Gouverneur-generaal van de Filipijnen. Bij zijn terugkeer in Spanje werd hij verkozen tot senator van Navarra in 1871 en 1872, werd hij de leider van het militaire kwartier van koning Amadeo I, in 1874 kapitein-generaal van het oude Castilië en senator van 1883-1884.

## Geschiedenis
Aan het begin van de oorlog van La Restauracion in 1863 (de restauratie van de Dominicaanse onafhankelijkheid) moest de regering van Spanje versterkingen sturen.
José de la Gándara kreeg de opdracht om de opstand tegen de annexatie van de Dominicaanse Republiek te elimineren.

## Zijn missie
Hij vertrok met zijn leger vanuit Cuba naar Puerto Plata, waar de Dominicanen grote weerstand boden.
Ondanks een belegering van 6000 Dominicanen en een felle strijd, kon hij geen overwicht krijgen en verzocht om een wapenstilstand om het terugtrekken te vergemakkelijken.
De la Gándara koos op 15 oktober een zuidelijke lijn naar de Dominicaanse hoofdstad en werd daarbij begeleid door de Dominicaanse generaal Eusebio Puello met een mars door San Cristóbal, Bani, Azua en Neyba. Na de campagne ging hij terug naar Cuba, in afwachting van zijn terugtocht naar Spanje.
Al snel kreeg hij het nieuws dat de Spaanse Kroon hem, als beloning voor zijn diensten, op 21 februari 1864 benoemde tot kapitein-generaal van Santo Domingo met de rang van luitenant-generaal. Hij werd daarmee de opvolger van gouverneur Carlos de Vargas.
Op 31 maart nam hij het commando over en maakte direct plannen voor het uitvoeren van een expeditie van Manzanillo in Cuba naar Montecristi en vervolgens richting Santiago de los Caballeros. Dit had hij al tijdens zijn eerste verblijf in Santo Domingo overwogen, maar was door zijn voorgangers Felipe Rivero en Carlos de Vargas afgeraden.
Vanuit Cuba concentreerde hij de Spaanse troepen in de nabijheid van de stad Santo Domingo, behalve Guanuma en Monte Plata, die onder bevel van Pedro Santana waren, maar had geweigerd om de bevelen van generaal Carlos de Vargas te gehoorzamen. Santana werd ontheven van het bevel en door De la Gándara bevolen naar Cuba te komen om door een militair tribunaal te worden berecht. Dit is niet gebeurd, omdat Santana op 14 juni plotseling overleed in zijn huis in Santo Domingo.
De la Gándara nam op 17 mei Montecristi in, maar kon niet verder vanwege het bevel van het Ministerie van Oorlog in Madrid om te stoppen en alle legers in de kuststeden te verzamelen tot er een beslissing over het verloop van de oorlog zou zijn.
In Spanje was de oppositie tegen en veroorzaakte de val van minister O'Donnell en zijn onderminister, generaal Narvaez, die de zaak wilde voorleggen aan het Parlement.
Hij had geen andere keuze dan hieraan te gehoorzamen en de regering van de restauratie, voorgezeten door Jose Antonio Salcedo, haar voornemen te melden en over vrede te onderhandelen, of in ieder geval een uitwisseling van gevangenen.
Na een overeenkomst werd een commissie naar Montecristi gestuurd om de kwestie te bespreken, maar dit leverde geen overeenstemming op.
In de tijd dat Salcedo voorbereidingen trof om een nieuwe commissie te sturen, greep Gaspar Polanco de macht onder het mom van het herstel van de revolutie, dit leidde tot het afbreken van de besprekingen.
In Spanje stemde de Cortes, na heftige en langdurige discussie, in met de afschaffing van de annexatie van Santo Domingo en op 3 maart 1865 ondertekende de Koningin een decreet tot intrekking van de annexatie. Op 10 juli, begonnen de Spaanse troepen terug te keren naar Cuba, Puerto Rico en Spanje. De restauratieoorlog was voorbij en de Dominicaanse Republiek was weer een vrije en soevereine natie.
Terug in Spanje en ondervraagd door de pers schreef De la Gándara een boek voor het rechtvaardigen van zijn gedrag in Santo Domingo. Hij vroeg toestemming om het te publiceren, maar dit werd door O'Donnell om redenen van politieke opportuniteit geweigerd. Pas in 1884 kon hij het in twee delen verspreiden onder de titel "Oorlog en Annexatie van Santo Domingo". Zijn eerste hoofdstukken zijn gewijd aan de beschrijving van de geografie van het eiland, de belangrijkste politieke en militaire gebeurtenissen en het karakter van de Dominicanen, waarin De la Gándara sterke en zwakke punten combineerde.
- Biblioteca Nacional de España: XX873538
- Library of Congress Control Number: no2017074051
- Virtual International Authority File: 87732095
- WorldCat: E39PBJth77vchk4gjP8THRdPcP